# 은평메디텍고등학교
은평메디텍고등학교(恩平메디텍高等學校)는 대한민국 서울특별시 은평구 진관동에 있는 사립 고등학교이다.

## 학교 연혁
- 1970년 1월 19일 : 연성공업기술고등학교 설립자 겸 초대 교장 권상철 선생 취임
- 1970년 3월 2일 : 개교 (전기과, 방직과 - 총 24 학급)
- 1982년 2월 1일 : 학교법인 죽포학원 설립 인가, 권상철 이사장 취임
- 1983년 12월 28일 : 경서고등학교로 개편(총 36학급)
- 1994년 2월 15일 : 은평공업고등학교로 개편
- 2001년 7월 11일 : 은평웹미디어고등학교로 교명 변경
- 2010년 3월 1일 : 은평메디텍고등학교로 교명 변경
- 2019년 2월 14일 : 제47회 졸업
- 2019년 3월 4일 : 제11대 교장 김종순 선생 취임
- 2020년 3월 9일 : 학교법인 죽포학원 제3대 오금희 이사장 취임

## 설치 학과
- 보건간호과
- 건강조리과
- e스포츠과
- SMT코딩과

## 참고 자료
- 은평메디텍고등학교 - 한국교육학술정보원 학교알리미